# تجمع شدام (الريدة)

تعديل مصدري - تعديل

تجمع شدام هي إحدى قرى عزلة الريدة وقصيعر بمديرية الريدة وقصيعر التابعة لمحافظة حضرموت، بلغ تعداد سكانها 267 نسمة حسب تعداد اليمن لعام 2004.